# 742 Edisona
742 Edisona è un asteroide della fascia principale del diametro medio di circa 45,6 km. Scoperto nel 1913, presenta un'orbita caratterizzata da un semiasse maggiore pari a 3,0104662 UA e da un'eccentricità di 0,1192301, inclinata di 11,21509° rispetto all'eclittica.
Stanti i suoi parametri orbitali, è considerato un membro della famiglia Eos di asteroidi.
Il suo nome è in onore dell'inventore statunitense Thomas Edison.